# Micrurus bogerti
Micrurus bogerti là một loài rắn trong họ Rắn hổ. Loài này được Roze mô tả khoa học đầu tiên năm 1967.